# Fabien Causeur
Fabien Causeur (ur. 16 czerwca 1987 w Brest) – francuski koszykarz, występujący na pozycji rzucającego obrońcy, reprezentant kraju, obecnie zawodnik Realu Madryt.

## Osiągnięcia
Stan na 21 czerwca 2019, na podstawie, o ile nie zaznaczono inaczej.
Drużynowe
- Mistrz:
  - Euroligi (2018)
  - Hiszpanii (2018, 2019)
  - Francji (2010)
  - Niemiec (2017)
- Wicemistrz Francji (2011)
- Zdobywca:
  - superpucharu:
    - Hiszpanii (2018)
    - Francji (2010)

  - pucharu Niemiec (2017)
- Finalista pucharu Hiszpanii (2018, 2019)

Indywidualne
- MVP:
  - francuski sezonu zasadniczego ligi francuskiej (2012)
  - finałów mistrzostw Niemiec (2017)
  - superpucharu Francji (2010)
  - kolejki:
    - Euroligi (12 - 2016/2017)
    - Eurocup (6 - 2011/2012)
    - Ligi Endesa (9, 28 - 2014/2015, 25 - 2017/2018)
- Laureat Alain Gilles Trophy (2018)
- Uczestnik meczu gwiazd francuskiej ligi LNB Pro A (2010, 2012)
- Lider strzelców sezonu regularnego Eurocup (2012)

Reprezentacja
- Uczestnik:
  - igrzysk olimpijskich (2012 – 6. miejsce)
  - mistrzostw:
    - świata (2010 – 13. miejsce)
    - Europy U–20 (2007 – 9. miejsce)
- Zwycięzca kwalifikacji olimpijskich (2016)
- Brąz kwalifikacji do mistrzostw świata (2017)